# 張宗昌

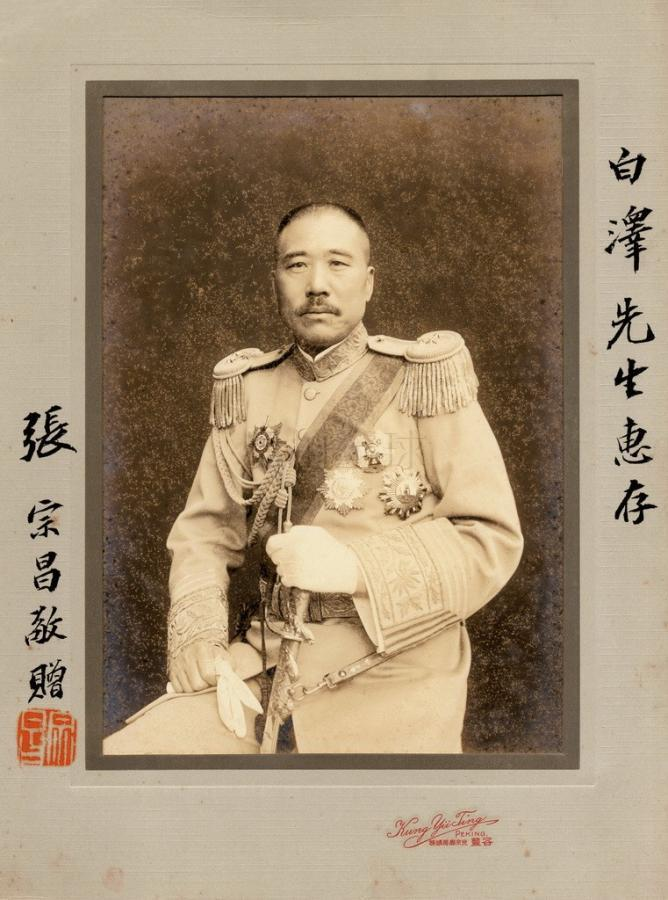

張宗昌（1881年2月13日—1932年9月3日），字效坤，山東省掖縣人。中华民國北京政府時期军事将领，奉系要人。為人粗魯好色，每到一處均嫖妓、收姨太太，但極仗義。时人称其为三不知将军，即「不知道有多少钱，不知道有多少兵，不知道有多少女人」，在軍閥間則一直有「此人夠意思」的評價。

## 生平

### 早年
張宗昌在青少年时期闯关东，当过伐木工、铁路工人，还在俄罗斯打过杂工，后组织工友，成为土匪。据张西曼回忆，由于俄国军警无法分辨华人中的罪犯，最后只得由当地的华商总会呈请当地政府设立若干门警，张宗昌即應徵成為了首批僱員之一；他从盗匪处金盆洗手，又从军警处学会些不标准的俄语，最后也开始包庇海參崴華埠百万街的不法产业并从中分红。

### 在奉系的崛起
1911年辛亥革命时，率绿林兄弟投靠山東革命军都督胡瑛，後随军轉到上海，成為沪军都督府都督陳其美手下的光复军團長。1913年（民国2年）任江苏陆军第三师师长。同年，二次革命时，張宗昌奉命赴徐州抵御袁世凯北洋军的进攻，在阵前倒戈，成为北洋军馮国璋手下。1916年（民国5年）春，陳其美在上海起义，張宗昌派手下营長暗杀了陳其美。因此功績，張宗昌获馮国璋提拔。同年11月，馮国璋就任副总統，張宗昌被任命为侍从武官長。
護法運動爆发后，1918年（民国7年），張宗昌被任命为蘇軍（江蘇軍）第6混成旅旅長，随张怀芝赴湖南参加同南方政府軍的作战，大败而归。1921年（民国10年），張宗昌所部在江西吉安被江西督軍陳光遠解散。張宗昌只身逃回北方。
此後，直系领导人曹锟希望任用張宗昌，但因吴佩孚的反对而失敗。張宗昌遂投靠奉系的張作霖。1922年（民国11年），張宗昌击败了奉系叛軍，将叛军残部收拢成为自己的军队。同年冬，張宗昌又吸收了从俄国逃到中国国内的俄国白軍。由此，張宗昌成为奉系的重要将领。1922年5月，張宗昌任绥宁镇守使，吉林省防军第三旅旅长。

### 主政山东

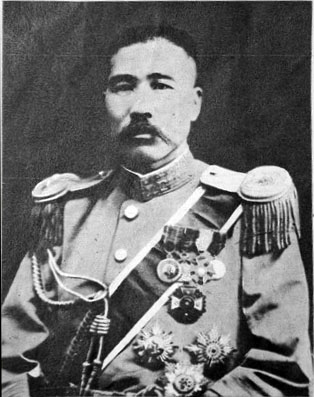
1924年5月10日《东方杂志：直奉战争》中刊登的张宗昌照片

1924年（民国13年）第二次直奉战争中，張宗昌被任命为鎮威軍第2軍副軍長，立下軍功。战後，段祺瑞的中华民国临时政府成立。1925年初，張作霖以張宗昌在長江下游的江苏、上海有作戰經驗，任命張宗昌为蘇皖魯三省剿匪总司令，驻扎徐州，挾前「淞滬護軍使」、戰敗投奉之盧永祥揮軍南下，擊破直系齊燮元軍進佔南京:360。盧永祥於南京一帶網羅一些淞滬舊部增組「宣撫軍」，仍以張宗昌為總司令，率軍循滬寧鐵路東進:360。1月底，佔領上海:360。1925年4月，第二軍副軍長、山東人張宗昌出任山東軍務善後督辦:359；东北陆军總參議楊宇霆任「江蘇督辦」；第一軍軍長姜登選為「安徽督辦」，統率長江下游奉軍:360。
1925年7月张宗昌置段祺瑞中央政府命令于不顾，擅自将“胶澳商埠督办公署”改为“胶澳商埠局”，并任命其掖县同乡赵琪为“总办”，将青岛置于山东督办公署管辖之下。由此，張宗昌支配山東省及青岛市。
張宗昌酷愛牌九，經常率眾賭博取樂，且輸贏數額很大；當時北方黑話稱「打牌九」為「吃狗肉」（與真正的狗肉無關），再加上張宗昌任内因苛酷残忍、对民众处以刑罚，因此獲稱「狗肉將軍」。
張宗昌和奉系的其他将领一样，都以日本为後盾。1925年（民国14年）5月，張宗昌镇压了青島的日本纱厂工人大罢工，酿成了“五卅惨案”。在统治山东期间，張宗昌积聚了大量私財，存入奉天大連的日資銀行内。
同年10月，浙江督办孫传芳與馮玉祥国民軍开始携手挑战奉系，張宗昌迎擊，是為浙魯战争。随後，第二次直奉战争后一度势弱的直系吴佩孚参战，形成了国民軍对直系、奉系联盟的局面。12月，張宗昌自任直魯聯軍总司令，开始攻击位於北京的国民軍。1926年（民国15年）4月，張宗昌从国民軍手中夺得北京。因为自己学问少，故張宗昌对旧学十分倾慕，入北京之際，張宗昌强制命令華北各学校恢复孔子教育。

### 下野遇刺

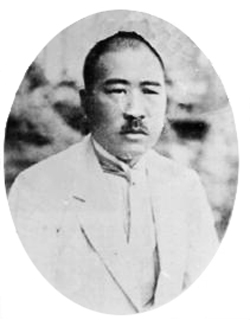
张宗昌着西装照

1926年（民国十五年）7月，蔣介石率領国民革命军，開始北伐，擊败吴佩孚、孫传芳。1926年8月，张宗昌获授将军府义威上将军。張宗昌与孫传芳等十多人拥护張作霖任安国軍总司令后，12月3日，他在济南宣告出任安国軍副司令兼直魯聯軍总司令。
1927年初，張宗昌率直魯聯軍南下，援助孙传芳。但是，1927年北伐軍在安徽省及上海等地接连获胜。張宗昌曾在上海屠杀工人及学生，但在上海工人第三次武装起义中被挫败。張宗昌率残部逃回山東省。6月，張宗昌派員來談歸順國民革命軍:14。
1928年4月，北伐再度开始，張宗昌遭到国民革命军攻擊，虽然受到日軍支援，但也无济于事。4月底，張宗昌率部逃出济南，撤往德州、天津，来到冀东。6月4日，皇姑屯事件发生，張作霖遇難，由其子張学良繼位，張宗昌希望从山東省逃回山海关外（東三省），但未得到張学良的许可。9月，張宗昌部遭到國民黨白崇禧追擊，全軍覆滅，残部5万人被白崇禧收编，張宗昌只身逃往日本占领下的大連，以求日本的保护。
此後，張宗昌图谋在山東东山再起。1929年，在日本支援下，張宗昌率鲁东餘部在烟台登陸，失败后逃往日本。九一八事變後的1932年，張宗昌标榜「抗日」回到山東省，企图再起。

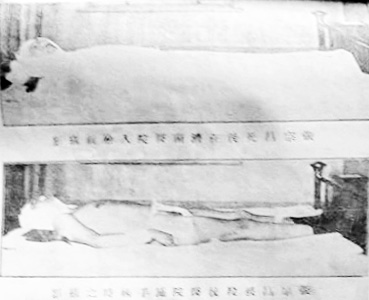
张宗昌遗体

但是，当時的山東省政府主席韓復榘对其不放心:181。同年9月3日，被張宗昌杀害的国民軍軍長鄭金声的侄子鄭繼成根据韓復榘的指示，在济南站刺杀了張宗昌。鄭金声当年正是在济南被张宗昌杀害的。张宗昌时年52岁（满51歲）。

## 妻妾
- 原配张贾氏（1884-1916）。包办婚姻，由邻村嫁来。
- 填房夫人袁书娥（1889-1944年）。沈阳人。张宗昌闯关东时成亲。育有三男三女。长子早夭；次子张济乐，三子张宁乐。长女春娇，因婚变服毒自杀；次女春亭，三女张纯。
- 如夫人袁中娥（1895-？），袁书娥胞妹。
- 四姨太吕雅仙。妓女出身。1928年，不知所蹤，據聞远嫁他乡。
- 五姨太安淑义（1902-1943），朝鲜独立运动活动家安重根侄女。1922年为张生有一女，名张春绥。
- 六姨太富贵儿。原杂耍艺人，擅长耍花轱辘棒。未有子女。
- 七姨太欢欢，妓女出身，为张机缘购来从良。后来赏赐给部下。
- 八姨太圆圆，妓女出身，为张机缘购来从良。后来赏赐给部下。
- 九姨太柔柔，妓女出身，为张机缘购来从良。后来赏赐给部下。
- 十姨太祁氏。河北霸县人，从小家境贫寒，被卖到北京八大胡同妓院。张宗昌出巨资赎其从良。生下一子盛乐。
- 十一姨太长相甚醜，满嘴暴牙，张见其为有名老处女，乃收侧室。
- 十二姨太是一艺人，姿色迷人，张在一次散步期间抢为己有。太难耐寂寞，與十三姨太后另嫁他人。
- 十三姨太难耐寂寞，與十二姨太后另嫁他人。
- 十四姨太1931年在铁狮子胡同患肺病病逝。
- 十五姨太没有子嗣，张死后匆忙嫁人。
- 十六姨太没有子嗣，张死后匆忙嫁人。
- 十七姨太生有一女。
- 十八姨太是上海人，大家称之为“上海太太”。张死后，她避居上海，从未告知子女其父为张宗昌，也再未与张家人來往。
- 十九姨太为韩复榘赠送，故未同过房，后不知所终。
- 二十姨太卢辅义。为部下献姬，此女貌若天仙。于1929年生有一子，名昭乐。
- 二十一姨太朱宝霞。评剧演员，与张无子。
- 二十二姨太山口美子（1910-？），日本人。1931年张宗昌在日本纳之为妾。夫妻生活只有15天便不了了之。
- 二十三姨太伊藤顺子（1909-？），日本人。春风一度，赠给军阀石友三。
- 二十四姨太李艳红（1912-？），人称“大辫子”，梨花大鼓女艺人。嫁给张不足一年即守寡。无子，后下落不明。
- 二十五姨太张一鸣（1911-？），张家侍女，本无名无姓，其名为张所送。有一女春绣。后不知所踪。

## 其他
20年代前期奉系軍閥用於作戰重型鐵甲列車為張宗昌建立，為中華民國史上建立時間最早、規模最大、戰績突出的部隊。
風傳張宗昌曾經作過一些非常直白搞笑的打油詩，如“大炮開兮轟他娘，威加海内兮回家鄉”等。但人民網曾報導，張宗昌的女兒回憶其父親時，稱其“只上过3年学，就因家贫辍学”。報導還稱，其曾説“这笔比枪还重”；“见儿子读诗，竟加以阻止”；民間風傳的其詩集其實子虛烏有，他確實作過祝壽詩、悼詞和挽聯，但其實都出自其部屬秀才劉懷周之手。

## 延伸閱讀
- David Bonavia. China's Warlords. Hong Kong: OUP, 1995. （英文）

| 前任：鄭士琦 | 山東督办1925年4月 - 1928年 | 繼任：（废止） |